# Guillaume Roussel
Guillaume Roussel (18 maart 1980) is een Frans componist van met name filmmuziek.
Roussel begon op 5-jarige leeftijd een studie piano. Hij ging vervolgens harmonie, fuga en contrapunt studeren aan de National Academy of Music in Saint-Maur-des-Fossés tot 1998. Ook was hij op jonge leeftijd bezig met componeren van muziek in orkeststijl. Zijn eigen werk dirigeerde hij in 2006, dat werd uitgevoerd door London Philharmonic Orchestra in de Abbey Road Studios. Ook componeerde Roussel muziek voor commercials. In 2010 werd Roussel uitgenodigd door componist en producent Hans Zimmer om lid te worden van het Remote Control Productions-team. Met het componeren voor de muziek van zijn eerste speelfilm: Tomorrow Is Today ontving hij een prijs voor beste filmmuziek op het California Independent Film Festival.

## Filmografie
| Jaar | Titel                               | Opmerkingen       |
| ---- | ----------------------------------- | ----------------- |
| 2006 | Tomorrow Is Today                   |                   |
| 2012 | Les seigneurs                       |                   |
| 2013 | 20 ans d'écart                      |                   |
| 2014 | 3 Days to Kill                      |                   |
| 2014 | Le crocodile du Botswanga           |                   |
| 2014 | Fastlife                            |                   |
| 2014 | La French                           |                   |
| 2014 | Outcast                             |                   |
| 2015 | Unpeu, beaucoup, aveuglément!       |                   |
| 2017 | HHhH                                |                   |
| 2017 | Coexister                           |                   |
| 2019 | Mais vous êtes fous                 |                   |
| 2019 | Primal                              |                   |
| 2020 | BAC Nord                            |                   |
| 2020 | Black Beauty                        |                   |
| 2021 | C'est magnifique!                   |                   |
| 2021 | Barbaque                            |                   |
| 2022 | King                                |                   |
| 2022 | Kompromat                           |                   |
| 2022 | Loin du périph                      |                   |
| 2022 | Novembre                            |                   |
| 2022 | Couleurs de l'incendie              |                   |
| 2023 | Les Trois Mousquetaires: D'Artagnan |                   |
| 2023 | 10 jours encore sans maman          |                   |
| 2023 | Expend4bles                         |                   |
| 2023 | Les Trois Mousquetaires: Milady     |                   |
| 2024 | Lift                                | met Dominic Lewis |

## Overige producties

### Televisiefilms
| Jaar | Titel              | Opmerkingen |
| ---- | ------------------ | ----------- |
| 2008 | Le monde est petit |             |
| 2009 | Les corbeaux       |             |
| 2009 | Panique!           |             |
| 2009 | Les Associés       |             |
| 2010 | La peau de chagrin |             |
| 2010 | En apparence       |             |
| 2011 | Ni vu, ni connu    |             |
| 2012 | Jeux dangereux     |             |
| 2016 | Les liens du coeur |             |

### Televisieseries
| Jaar | Titel                      | Opmerkingen                           |
| ---- | -------------------------- | ------------------------------------- |
| 2005 | Élodie Bradford            | 2005-2007                             |
| 2008 | R.I.S. Police scientifique |                                       |
| 2011 | Doc Martin                 | 2011-2015                             |
| 2013 | Crossing Lines             | 2013-2014                             |
| 2017 | Ransom                     |                                       |
| 2017 | Happy!                     | 2017-2019                             |
| 2018 | Ice                        |                                       |
| 2018 | Insoupçonnable             |                                       |
| 2019 | The Spy                    |                                       |
| 2021 | Le Remplaçant              | met Cut Killer en Hervé Rakotofiringa |
| 2021 | Totems                     | 2021-2022                             |
| 2022 | Marie Antoinette           |                                       |

### Documentaires
| Jaar | Titel                                   | Opmerkingen |
| ---- | --------------------------------------- | ----------- |
| 2022 | Wild Beauty: Mustang Spirit of the West |             |

### Additionele muziek
Als additioneel componist.
| Jaar | Titel                                       | Opmerkingen              |
| ---- | ------------------------------------------- | ------------------------ |
| 2009 | Blood: The Last Vampire                     | voor Clint Mansell       |
| 2010 | How Do You Know                             | voor Hans Zimmer         |
| 2011 | Pirates of the Caribbean: On Stranger Tides | voor Hans Zimmer         |
| 2011 | The Smurfs                                  | voor Heitor Pereira      |
| 2013 | Un prince (presque) charmant                | voor Christophe La Pinta |
| 2013 | Mr. Morgan's Last Love                      | voor Hans Zimmer         |
| 2013 | The Smurfs 2                                | voor Heitor Pereira      |
| 2014 | Grace of Monaco                             | voor Christopher Gunning |
| 2018 | Smallfoot                                   | voor Heitor Pereira      |
| 2019 | Playmobil: The Movie                        | voor Heitor Pereira      |
| 2019 | The Angry Birds Movie 2                     | voor Heitor Pereira      |